# Sabiá-da-mata
Sabiá-da-mata (nome científico: Turdus fumigatus), também conhecido por sabiá-da-capoeira, caraxué-da-capoeira e caraxué-da-mata, é uma espécie de ave passeriforme da família dos turdídeos (Turdidae), endêmica da América do Sul e Caribe.

## Etimologia
O nome do gênero Turdus vem do latim e significa tordo e o epíteto específico fumigatus também vem do latim e significa "defumado" (de fumus, "fumaça"). O nome vernáculo Sabiá vem do tupi sawi'a, em sentido definido. Antenor Nascentes registrou o tupi haabi'a e o vocábulo ocorre no VLB como çabîâ. Foi registrado pela primeira vez em 1618 como sabia e em 1728 como sabiá e sabiâ. Caraxué, por sua vez, vem da junção dos termos tupis ka'rá (alteração de gui'rá, "pássaro") e xu'é, "vagaroso", "chorão".

## Taxonomia e sistemática
O sabiá-da-mata é dividido em cinco subespécies com a seguinte distribuição:
- Turdus fumigatus personus - Ocorre em Granadinas (Pequenas Antilhas);
- Turdus fumigatus fumigatus - ocorre das Guianas ao norte e leste do Brasil (Mato Grosso) e leste da Bolívia;
- Turdus fumigatus aquilonalis - ocorre da costa nordeste da Colômbia ao norte da Venezuela e em Trindade;
- Turdus fumigatus orinocensis - Ocorre no leste da Colômbia (leste de Vichada e Meta) e oeste da Venezuela;
- Turdus fumigatus bondi - Ocorre em São Vicente (Pequenas Antilhas).

A sistemática do sabiá-da-mata é confusa e controversa. T. f. orinocensis às vezes é incluída como subespécie de sabiá-de-crisso-branco (Turdus obsoletus), enquanto T. f. personus e T. f. bondi às vezes são consideradas como representantes de uma espécie separada. Foi proposto que o sabiá-de-crisso-branco e o sabiá-bicolor (Turdus hauxwelli) são coespecíficos do sabiá-da-mata, mas essa hipótese foi contestada, sob alegação de que o sabiá-de-crisso-branco e o sabiá-da-mata são coespecíficos, mas o sabiá-bicolor é uma espécie separada, pois foi observada simpatria com o sabiá-da-mata no oeste do Brasil. Outra hipótese sugeriu que o sabiá-bicolor e o sabiá-da-mata são coespecíficos, mas o sabiá-de-crisso-branco seria uma espécie separada. Também é possível que os três sabiás supracitados sejam espécies separadas com base em sua plumagem, habitat e diferenças de elevação, o que é apoiado pela maioria dos estudiosos. Uma última hipótese assumiu que eles forma uma superespécie, mas dados genéticos indicam que o sabiá-da-mata e o sabiá-bicolor são espécies irmãs, enquanto o sabiá-de-crisso-branco não é particularmente relacionado a eles.

## Descrição
O sabiá-da-mata não apresenta dimorfismo sexual Mede de 22 a 24 centímetros de comprimento e pesa de 55 a 83 gramas. Tem uma cor marrom-avermelhada escura acima e um marrom-avermelhado mais claro em sua parte inferior. A coloração avermelhada é mais presente nas costas, garupa, ombros e asas e e a coloração marrom simples está mais presente na cabeça e pescoço. A superfície inferior da asa é coberta em tons de laranja e sua cauda é marrom com uma superfície inferior branca com bordas e pontas marrom-alaranjadas. Tem um bico marrom e quantidades variáveis de cor branca em sua barriga bege, bem como em sua garganta, que também tem listras marrons. Os sabiás-da-mata imaturos diferem por terem pequenas manchas laranja na cabeça e na parte de trás do pescoço, como os juvenis do sabiá-de-crisso-branco. T. f. aquilonalis é menos ruiva em cima e em baixo do que a nominal; T. f. orinocensis é ligeiramente mais escuro em cima e menos branco em baixo que a nominal; T. f. personus é marrom-amarelado em baixo; T. f. bondi assemelha-se ao anterior, mas é menos ruiva em cima e mais cinza em baixo.

## Distribuição e habitat
O sabiá-da-mata é encontrado desde as Pequenas Antilhas (Antígua e Barbuda, Barbados, Dominica, Martinica, Monserrate, São Cristóvão e Neves, Santa Lúcia, São Vicente e Granadinas, Trindade e Tobago) e leste da Colômbia até o sul do Brasil central e leste da Bolívia, passando pela Guiana, Guiana Francesa, Suriname e Venezuela. Há também uma população disjunta no leste do Brasil. É uma ave não migrante e habita florestas tropicais e subtropcais úmidas, mangues, savana, plantações e florestas severamente degradadas abaixo de mil metros de altitude. Na Venezuela, pode ser encontrado em florestas montanhosas de zonas tropicais e subtropicais até cerca de 1 800 metros, bem como em florestas abertas, florestas próximas a rios e córregos, bordas e clareiras florestais, e perto de córregos ou pântanos.

## Ecologia

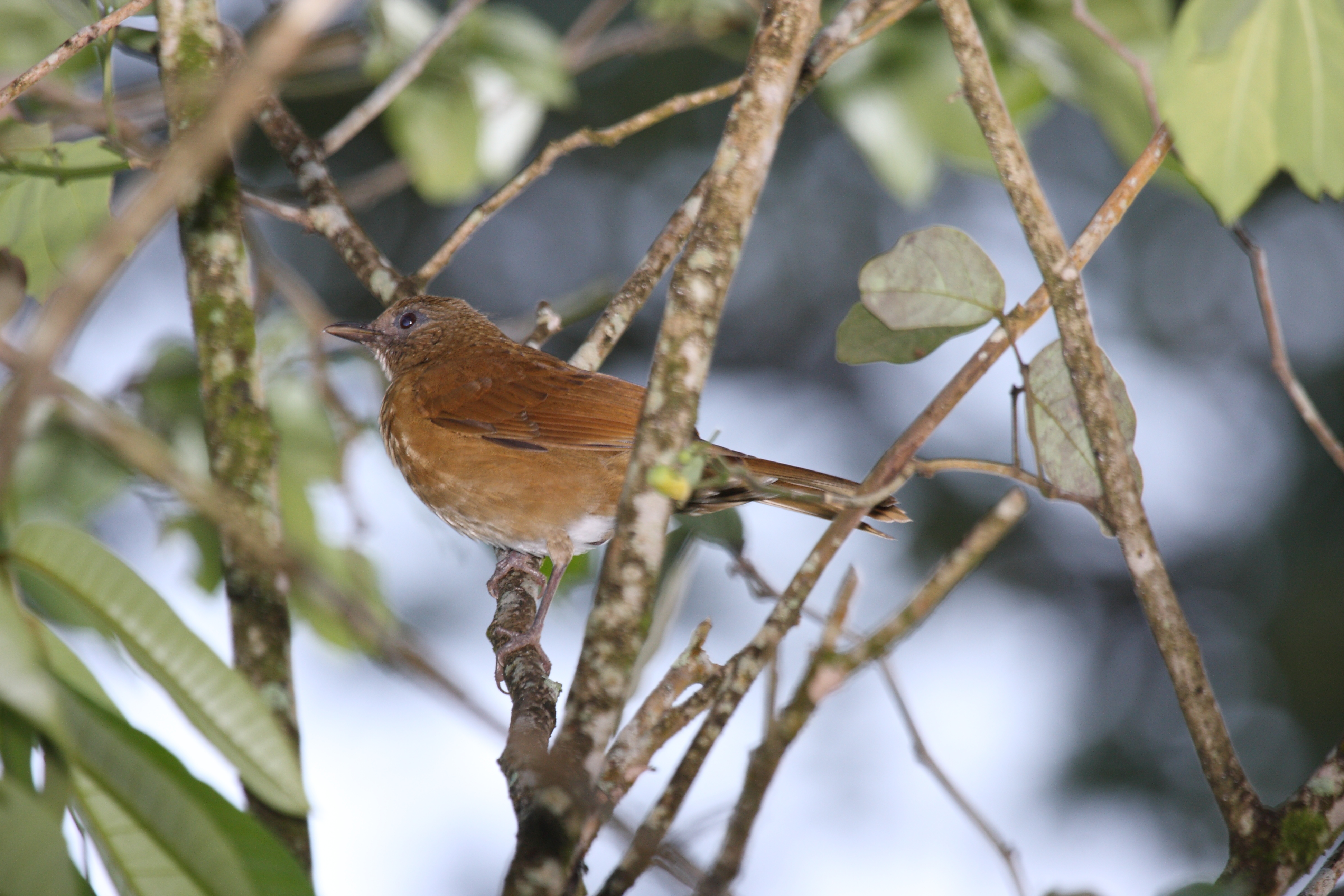
Espécie avistado em 2009

O sabiá-da-mata é uma ave tímida que se esconde quando perturbada. Em Trindade, porém, interagem com as pessoas que a alimentam. Pode ser vista com frequência em valas ao longo das estradas em Trindade. Para entrar em contato com outros indivíduos, emite um som áspero de "bak" e, durante o voo, um som de "chuck" ou "cluck". Seu canto consiste em várias frases musicais, como "teeew-to", "mi yes,mi yes" e termina com "sree", com "deww eh dew eh" e "wee-a-wee-a-wee-a" no meio do canto. Seu grito de alarme é um rápido e estridente "chat-shat-shat" ou um "kik-ik-ik-ik". Sobe em árvores frutíferas e forrageia no solo da floresta. Alimenta-se no solo ou próximo dele, principalmente de invertebrados como formigas e suas larvas, minhocas, frutas e bagas. Também adquire alimento subindo em galhos de árvores frutíferas e balançando a cauda para os lados ao pousar. Geralmente vive individualmente ou em pares na vegetação mais baixa ou no solo. Tem baixa taxa de reprodução. A época de reprodução ocorre em todos os meses do ano, exceto setembro. Seus ninhos são ocupados principalmente entre os meses de fevereiro a julho em Trindade. O ninho é construído a cinco metros acima do solo numa árvore ou toco e, às vezes, no topo de samambaias e, em casos raros, num leve declive em terra. É feito de material vegetal e lama, que mantém a estrutura unida, e a parede interna é revestida por raízes finas. Põe de dois a três ovos, e em casos raros, quatro ovos, de cor azul-esverdeada e salpicados de manchas marrom-avermelhadas. A fêmea incuba os ovos por um período de 13 a 14 dias. Após a eclosão dos ovos e a cobertura de penas dos filhotes, podem deixar o ninho de 13 a 15 dias.

## Conservação

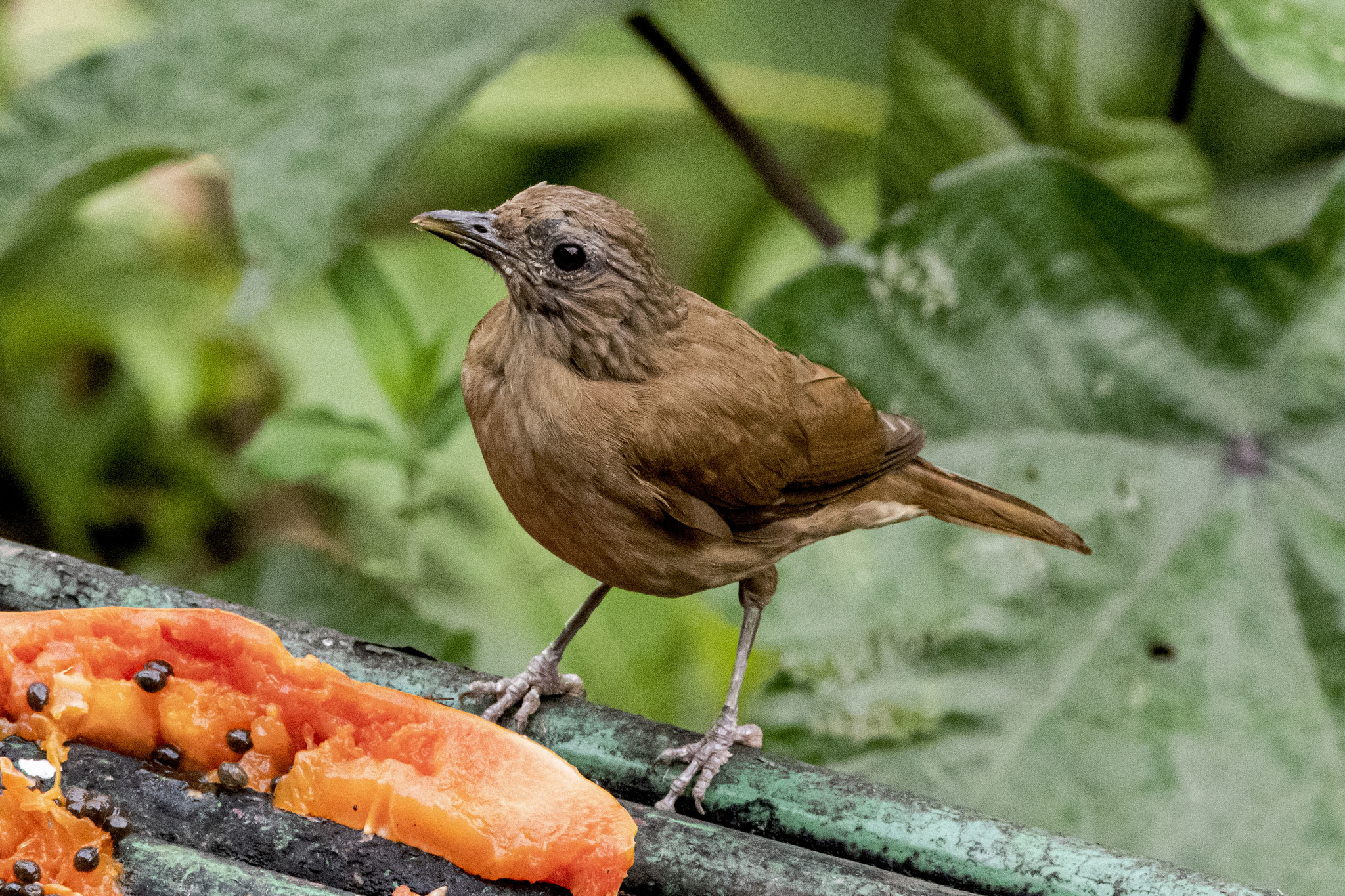
Espécime avistado em 2018

A União Internacional para a Conservação da Natureza (UICN) classifica o sabiá-da-mata como pouco preocupante (LC), pois ocorre numa distribuição extremamente grande e não se aproxima dos limiares para Vulnerável sob o critério de tamanho de distribuição (segundo a IUCN, extensão de ocorrência < 20 mil quilômetros quadrados combinada com um tamanho de distribuição decrescente ou flutuante, extensão/qualidade do habitat ou tamanho populacional e um pequeno número de locais ou fragmentação severa). Sabe-se que suas populações estão em tendência decrescente, mas o declínio não é suficientemente rápido para se aproximar dos limiares para vulnerável (> 30% de declínio ao longo de dez anos ou três gerações) e sua população é muito grande, o que igualmente descaracteriza a classificação como vulnerável (< 10 mil indivíduos maduros com um declínio contínuo estimado em > 10% em dez anos ou três gerações, ou com uma estrutura populacional especificada). O tamanho da população global do sabiá-da-mata não foi quantificado, mas é assumido que esteja em declínio, pois suspeita-se que perca 25,4-29,8% de habitat adequado dentro de sua distribuição ao longo de três gerações (17 anos) com base em um modelo de desmatamento amazônico. No entanto, dada a tolerância da espécie à fragmentação/degradação/efeitos de borda e/ou a extensão das perdas gerais, suspeita-se que diminua em <25% ao longo de três gerações. No Brasil, o sabiá-da-mata consta em mais de uma lista de conservação: em 2005, foi classificado como vulnerável na Lista de Espécies da Fauna Ameaçadas do Espírito Santo; e em 2018, como pouco preocupante na Lista Vermelha do Livro Vermelho da Fauna Brasileira Ameaçada de Extinção do Instituto Chico Mendes de Conservação da Biodiversidade (ICMBio).